# Пригородная волость (Опочецкий район)
Пригородная волость — административно-территориальная единица 3-го уровня и муниципальное образование со статусом сельского поселения в Опочецком районе Псковской области России.
Административный центр — город Опочка (до января 2006 года — деревня Петровское).

## География
Территория волости граничит в северной части с городом (городским поселением) Опочка и с Варыгинской волостью, на севере-востоке — с Болгатовской волостью, на востоке — с Глубоковской волостью Опочецкого района, на юге — с Себежским районом Псковской области.
На территории волости расположены озёра: Гарь или Загарье (1,2 кв.км), Долгое (0,9 кв.км), Ровняжское или Ровнягское (0,7 кв.км), Кониновское (0,5 кв.км), Чертино (0,4 кв.км), Круглое (0,3 кв.км) и др.

## Население
{{Население|Пригородная волость (Опочецкий район)
Суммарная численность населения Пригородной и Макушинской волостей, объединённых в новообразованную Пригородную волость, по состоянию на 1 января 2015 года составляет 2356 человек.

## Населённые пункты
В состав волости с апреля 2015 года входят 118 населённых пунктов (деревень):
| №   | Населённый пункт | Тип     | Население |
| --- | ---------------- | ------- | --------- |
| 1   | Анченки          | деревня | ↘18       |
| 2   | Арапы            | деревня | ↘11       |
| 3   | Артюхи           | деревня | →0        |
| 4   | Астахново        | деревня | ↗14       |
| 5   | Бальтино         | деревня | →1        |
| 6   | Бахарево         | деревня | →0        |
| 7   | Белоусово        | деревня | ↘10       |
| 8   | Брюшково         | деревня | →0        |
| 9   | Булыги           | деревня | →0        |
| 10  | Васьково         | деревня | ↘4        |
| 11  | Вдовишино        | деревня | ↘2        |
| 12  | Вересенец        | деревня | ↘7        |
| 13  | Виры             | деревня | ↗13       |
| 14  | Виселки          | деревня | →9        |
| 15  | Власово          | деревня | ↘2        |
| 16  | Волково          | деревня | →0        |
| 17  | Вошково          | деревня | →0        |
| 18  | Гаврово          | деревня | →14       |
| 19  | Галуха           | деревня | →12       |
| 20  | Гнидино          | деревня | ↘41       |
| 21  | Горбовка         | деревня | →0        |
| 22  | Горбово          | деревня | →27       |
| 23  | Горушка          | деревня | →0        |
| 24  | Гребени          | деревня | ↘151      |
| 25  | Гребешино        | деревня | →1        |
| 26  | Гришино          | деревня | ↘3        |
| 27  | Дикушино         | деревня | ↘10       |
| 28  | Дреча            | деревня | ↘6        |
| 29  | Екимцево         | деревня | →1        |
| 30  | Ермолово         | деревня | →0        |
| 31  | Жевлаки          | деревня | →25       |
| 32  | Жуково           | деревня | ↘7        |
| 33  | Заверняйка       | деревня | ↘59       |
| 34  | Загарье          | деревня | →1        |
| 35  | Залоги           | деревня | ↗12       |
| 36  | Запеклево        | деревня | ↗54       |
| 37  | Звягино          | деревня | →57       |
| 38  | Исаки            | деревня | →21       |
| 39  | Каменка          | деревня | →0        |
| 40  | Кареселка        | деревня | →0        |
| 41  | Карпово          | деревня | ↘33       |
| 42  | Кишкино          | деревня | →17       |
| 43  | Ключки           | деревня | →0        |
| 44  | Ковыряево        | деревня | →0        |
| 45  | Кониново         | деревня | →0        |
| 46  | Копотиловка      | деревня | ↗24       |
| 47  | Костково         | деревня | →0        |
| 48  | Крайнево         | деревня | ↘19       |
| 49  | Кренево          | деревня | ↘13       |
| 50  | Кудка            | деревня | →4        |
| 51  | Кузнечково       | деревня | →0        |
| 52  | Ладыгино         | деревня | ↘25       |
| 53  | Лаптево          | деревня | →0        |
| 54  | Ласткино         | деревня | →1        |
| 55  | Лемешиха         | деревня | →0        |
| 56  | Липица           | деревня | ↘2        |
| 57  | Лиственка        | деревня | ↘2        |
| 58  | Литвиново        | деревня | ↘12       |
| 59  | Лышница          | деревня | →0        |
| 60  | Ляпуны           | деревня | ↘96       |
| 61  | Майзелово        | деревня | →0        |
| 62  | Макушино         | деревня | ↘238      |
| 63  | Манушкино        | деревня | ↘1        |
| 64  | Мартиново        | деревня | ↘0        |
| 65  | Марьино          | деревня | →0        |
| 66  | Матвеево         | деревня | →0        |
| 67  | Матюши           | деревня | ↘9        |
| 68  | Машуры           | деревня | →0        |
| 69  | Мелехово         | деревня | →0        |
| 70  | Меньшиково       | деревня | →0        |
| 71  | Мироеды          | деревня | ↘6        |
| 72  | Михейково        | деревня | →8        |
| 73  | Мишнево          | деревня | →0        |
| 74  | Мололово         | деревня | ↗28       |
| 75  | Момоново         | деревня | ↘8        |
| 76  | Мощеново         | деревня | →23       |
| 77  | Мялово           | деревня | ↗29       |
| 78  | Новоселье        | деревня | ↘9        |
| 79  | Огурцово         | деревня | →0        |
| 80  | Орлово-1         | деревня | ↘7        |
| 81  | Орлово-2         | деревня | →2        |
| 82  | Павлихино        | деревня | ↘7        |
| 83  | Панцерново       | деревня | ↘9        |
| 84  | Пашкино          | деревня | ↘70       |
| 85  | Песчивка         | деревня | ↘301      |
| 86  | Петровское       | деревня | ↘494      |
| 87  | Пикали           | деревня | ↘11       |
| 88  | Погорельцево     | деревня | →11       |
| 89  | Полетаево        | деревня | ↘0        |
| 90  | Посадниково      | деревня | →0        |
| 91  | Пружки           | деревня | ↘2        |
| 92  | Разувайка        | деревня | ↘176      |
| 93  | Ракитино         | деревня | →0        |
| 94  | Рогаткино        | деревня | →1        |
| 95  | Роги             | деревня | ↗17       |
| 96  | Рубаново         | деревня | →0        |
| 97  | Рублёвка         | деревня | →41       |
| 98  | Сенютино         | деревня | →12       |
| 99  | Серено           | деревня | ↘1        |
| 100 | Сидорово         | деревня | →0        |
| 101 | Сильники         | деревня | →0        |
| 102 | Скурдино         | деревня | →24       |
| 103 | Соколово         | деревня | →4        |
| 104 | Спрыгали         | деревня | →3        |
| 105 | Сумароково       | деревня | ↘5        |
| 106 | Суртово          | деревня | →1        |
| 107 | Тоболино         | деревня | ↘5        |
| 108 | Трубичино        | деревня | ↘8        |
| 109 | Уварово          | деревня | ↘14       |
| 110 | Фронино          | деревня | →10       |
| 111 | Швецово          | деревня | →0        |
| 112 | Шильское         | деревня | →2        |
| 113 | Шкелево          | деревня | →1        |
| 114 | Щербы            | деревня | →0        |
| 115 | Юрчаты           | деревня | →0        |
| 116 | Юхново           | деревня | ↘11       |
| 117 | Языково          | деревня | →4        |
| 118 | Ястребово        | деревня | ↗25       |

## История
Постановлением Псковского областного Собрания депутатов от 26 января 1995 года все сельсоветы в Псковской области были переименованы в волости, в том числе Пригородный сельсовет был превращён в Пригородную волость с центром в деревне Петровское.
Законом Псковской области от 28 февраля 2005 года в границах волости было также создано муниципальное образование Пригородная волость со статусом сельского поселения с 1 января 2006 года в составе муниципального образования Опочецкий район со статусом муниципального района, при этом административный центр волости был перенесён из деревни Петровское в город Опочка; помимо этого в состав Макушинской волости была включена территория упраздненных Ладыгинской (с центром в д. Ладыгино) и Петровской (с центром в д. Макушино) волостей.
С января 1995 до апреля 2015 года в состав Пригородной волости входило 57 деревень: Брюшково, Кишкино, Галуха, Погорельцево, Ляпуны, Мартиново, Горбово, Рублёвка, Пружки, Роги, Пикали, Мелехово, Спрыгали, Юхново, Волково, Скурдино, Соколово, Кудка, Меньшиково, Посадниково, Манушкино, Гребени, Петровское, Песчивка, Разувайка, Исаки, Павлихино, Звягино, Мололово, Сенютино, Гнидино, Пашкино, Астахново, Матюши, Фронино, Шильское, Языково, Васьково, Копотиловка, Михейково, Вересенец, Заверняйка, Жевлаки, Виселки, Швецово, Шкелево, Екимцево, Ермолово, Ковыряево, Рубаново, Кониново, Бахарево, Кареселка, Литвиново, Ястребово, Ракитино, Лемешиха.
Законом Псковской области от 30 марта 2015 года в состав Пригородной волости 11 апреля 2015 года была включена территория упразднённой Макушинской волости.